# Philippe Olivier (homme politique)
Pour les articles homonymes, voir Olivier et Philippe Olivier.
Philippe Olivier, né le 30 août 1961 à Juvisy-sur-Orge (Essonne), est un homme politique français.
Membre du Front national à partir de 1979, il en est un cadre influent dans les années 1990. Avec son épouse, Marie-Caroline Le Pen, il rejoint en 1998 le Mouvement national républicain (MNR) de Bruno Mégret lors de la scission du FN dont il est l'un des principaux acteurs.
Après l'échec du MNR, il se rapproche de son ancien parti. Du milieu des années 2000 à l'élection présidentielle de 2012, il est conseiller de sa belle-sœur Marine Le Pen. Puis, prenant ses distances avec celle-ci, il se présente entre 2012 et 2015 à plusieurs scrutins locaux avec le soutien de Nicolas Dupont-Aignan.
Il redevient conseiller de Marine Le Pen en 2015 et adhère à nouveau au FN en 2016. Défenseur d'une ligne identitaire et rival de Florian Philippot jusqu'au départ de ce dernier, il exerce une influence de premier plan au sein du FN, devenu RN, tout en restant très peu exposé médiatiquement. Il intègre les instances dirigeantes du parti en 2018, à l'issue de son XVIe congrès.
Député européen depuis 2019, réélu en 2024, il a été conseiller régional d’Île-de-France de 1992 à 2004, conseiller municipal de Maisons-Alfort de 1995 à 2001 puis de Draveil de 2014 à 2016.

## Situation personnelle

### Famille et vie privée
Né à Juvisy-sur-Orge le 30 août 1961 dans une famille draveilloise, Philippe Olivier a un frère jumeau, Jacques — lui aussi adhérent du Front national (FN) de 1979 à 1999, où il a été responsable de la section de l’Essonne de l’Atelier de propagande pendant les années Bruno Mégret —, et une sœur, Sophie épouse Lespagnon, également conseillère régionale et cadre du FN puis du MNR dans l'Essonne,. Il est en outre le beau-frère du militant politique et chanteur Christophe Lespagnon, connu sous le nom de Docteur Merlin.
Philippe Olivier est veuf de Catherine Vareille (1961-1993), avec qui il a eu deux fils, Éric et Benoît Olivier. En secondes noces, il épouse Marie-Caroline Le Pen, l'aînée des filles de Pierrette et Jean-Marie Le Pen, et avec laquelle il a une fille et un fils jumeaux, Nolwenn et Pierre, nés en 1999 ; de 2020 à 2024 Nolwenn Olivier a été en couple avec Jordan Bardella.

### Formation et carrière professionnelle
Philippe Olivier fait ses études de droit au centre universitaire de La Varenne-Saint-Hilaire et à l'université Paris-XII, dont il dit être sorti avec un diplôme de troisième cycle en droit,.
Il effectue son service militaire en tant qu'officier de marine dans les forces sous-marines nucléaires.
Il est ensuite directeur des ressources humaines d'un groupe de transport basé dans le Val-de-Marnedurant les années 2000 jusqu'à la présidentielle de 2017.

## Parcours politique

### Ascension au Front national (1979-1998)
Jeune, il est membre du Groupement de recherche et d'études pour la civilisation européenne (GRECE) avec son ami Emmanuel Leroy.
Il adhère au Front national (FN) en 1979. Il participe à la campagne de Jean-Marie Le Pen dans le 20e arrondissement de Paris pour les élections municipales de 1983, puis à sa campagne présidentielle de 1988.
En 1992, il est élu conseiller régional d'Île-de-France. Candidat aux élections législatives de 1993 puis de 1997 dans la huitième circonscription du Val-de-Marne, il obtient respectivement aux premières 25,97 % des voix au second tour, puis, aux secondes, 14,90 % au premier tour, où il est disqualifié.
Sur le point d'accéder au poste de secrétaire général du FN en 1995, il est nommé délégué général adjoint du FN, chargé notamment de l'organisation des syndicats Front national, afin de constituer, selon Bruno Gollnisch, un « front social sur le front du travail ». Valérie Igounet indique qu'« il a été, des années durant, la plume du FN de Jean-Marie Le Pen ».
Il est élu conseiller municipal de Maisons-Alfort en juin 1995. Se représentant aux élections municipales de 2001 avec le soutien du Rassemblement pour la France (RPF), il est réélu conseiller municipal pour le mandat 2001-2007.
En 1997, il contribue, avec les autres mégrétistes, à faire échouer la candidature de Marine Le Pen au comité central du FN.
Sous la période mégrétiste, il est responsable, avec son frère Jacques, Damien Bariller ainsi que Frank Marest, de l'Atelier de propagande (APFN), présenté par Valérie Igounet comme une « sorte d'agence de publicité interne qui pose les bases de la communication autour de l'image Le Pen ».
Aux élections régionales de mars 1998, il est réélu avec sa femme conseiller régional d'Île-de-France sur la liste FN des Hauts-de-Seine. Il conserve ce mandat jusqu'en mars 2004.

### Départ du FN avec la scission mégrétiste (1998-2000)

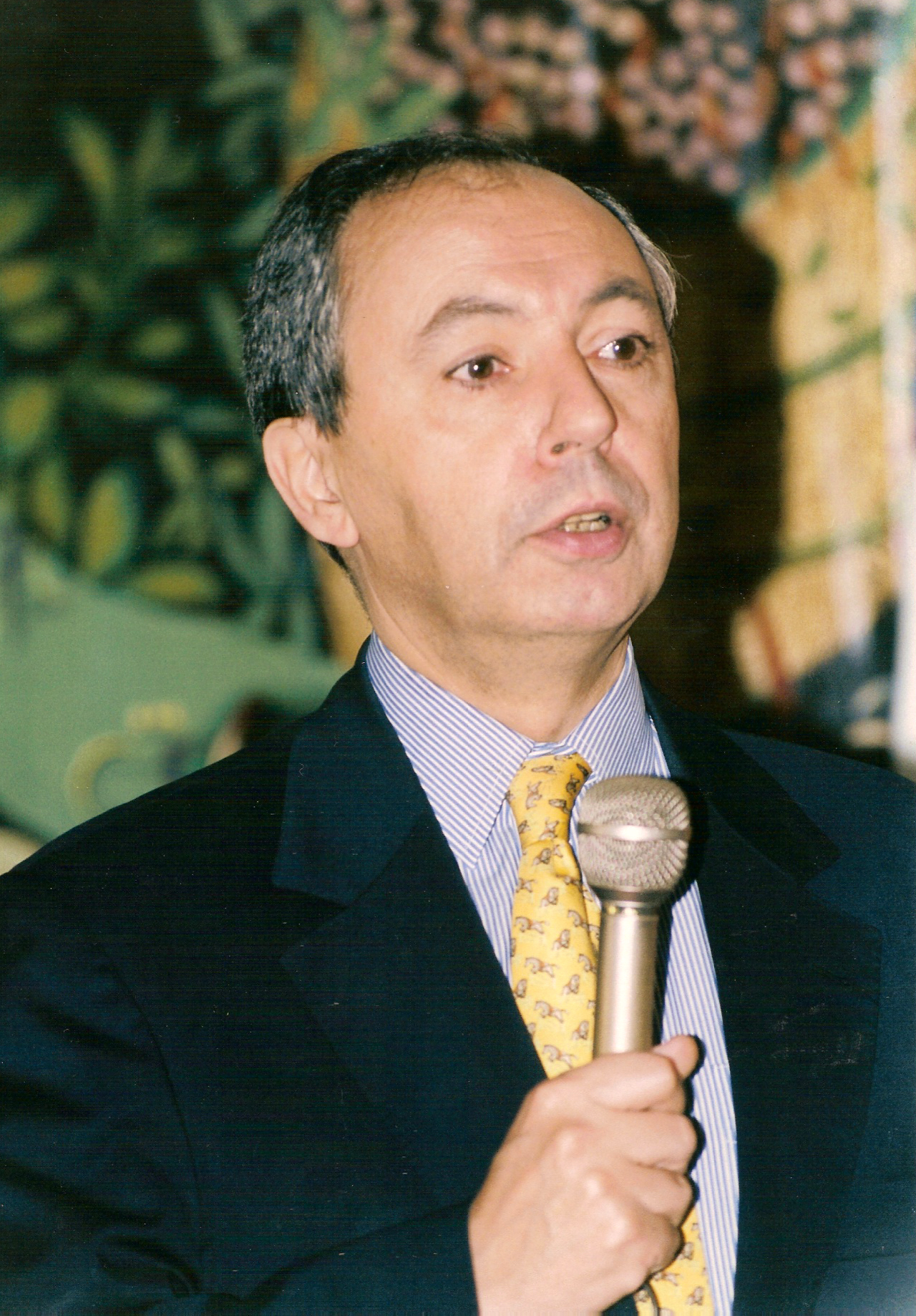
En 1998, Philippe Olivier est l'un des artisans de la scission du FN menée par Bruno Mégret (photo).

Proche de Bruno Mégret, dont il est le bras droit, il le suit lors de la scission qu'il provoque au sein du Front national, avec Marie-Caroline Le Pen. Il est perçu au sein des lepénistes comme l'un des principaux artisans de la scission, avec Serge Martinez, voire présenté comme étant « à l'origine du "putsch" ». En conséquence, le 6 décembre 1998, avec Jean-Yves Le Gallou, Franck Timmermans et Serge Martinez, il est suspendu du parti. Marie-Caroline Le Pen fait une tentative de médiation entre les parties à l'aide d'une « charte de réconciliation nationale », que signe Bruno Mégret. En réaction, son père parle, au journal de vingt heures de TF1, des « femmes qui ont l'habitude de suivre leur mari ou leur amant plutôt que leur père ». Il déclarera plus tard avoir moins souscrit aux orientations de Bruno Mégret qu'avoir ainsi manifesté son désaccord avec « la manière dont était géré le Front ».
Alors que Samuel Maréchal, conjoint de sa belle-sœur Yann Le Pen, reste au FN, d'aucuns évoquent alors une « guerre des gendres ».
Jean-Yves Le Gallou, bras droit de Bruno Mégret, l'accuse d'avoir « très vite recréé du conflit » au sein du MNR, « en se positionnant avec une sorte de modérantisme ». Dès les suites du congrès de Marignane en février 1999, il s'éclipse du MNR et se rapproche de la mouvance de Philippe de Villiers. Le 31 mai 2000, il démissionne avec son épouse du MNR, en désaccord avec l'influence des conceptions de Pierre Vial et Terre et Peuple sur l'« Europe ethnocentrée ».

### Rapprochements avec Philippe de Villiers et Nicolas Dupont-Aignan
Libération indique qu'après son départ du MNR, Philippe Olivier se tourne « vers le MPF villiériste, se rapproche ensuite de Nicolas Dupont-Aignan et tente même une étonnante aventure locale, sans étiquette, dans sa commune de Draveil (Essonne). À partir de 2009, en tandem avec son frère jumeau Jacques, il mène une féroce guérilla au maire UMP Georges Tron, sur fond de contentieux immobilier ». Avec son frère Jacques, il est accusé par Georges Tron d'être derrière un « complot » qui le mène devant la justice dans le cadre d'une enquête pour viols. À la demande du parquet, Philippe Olivier témoigne en 2018 lors du procès de Georges Tron,,,,.

### Conseiller de Marine Le Pen (du milieu des années 2000 à 2012)

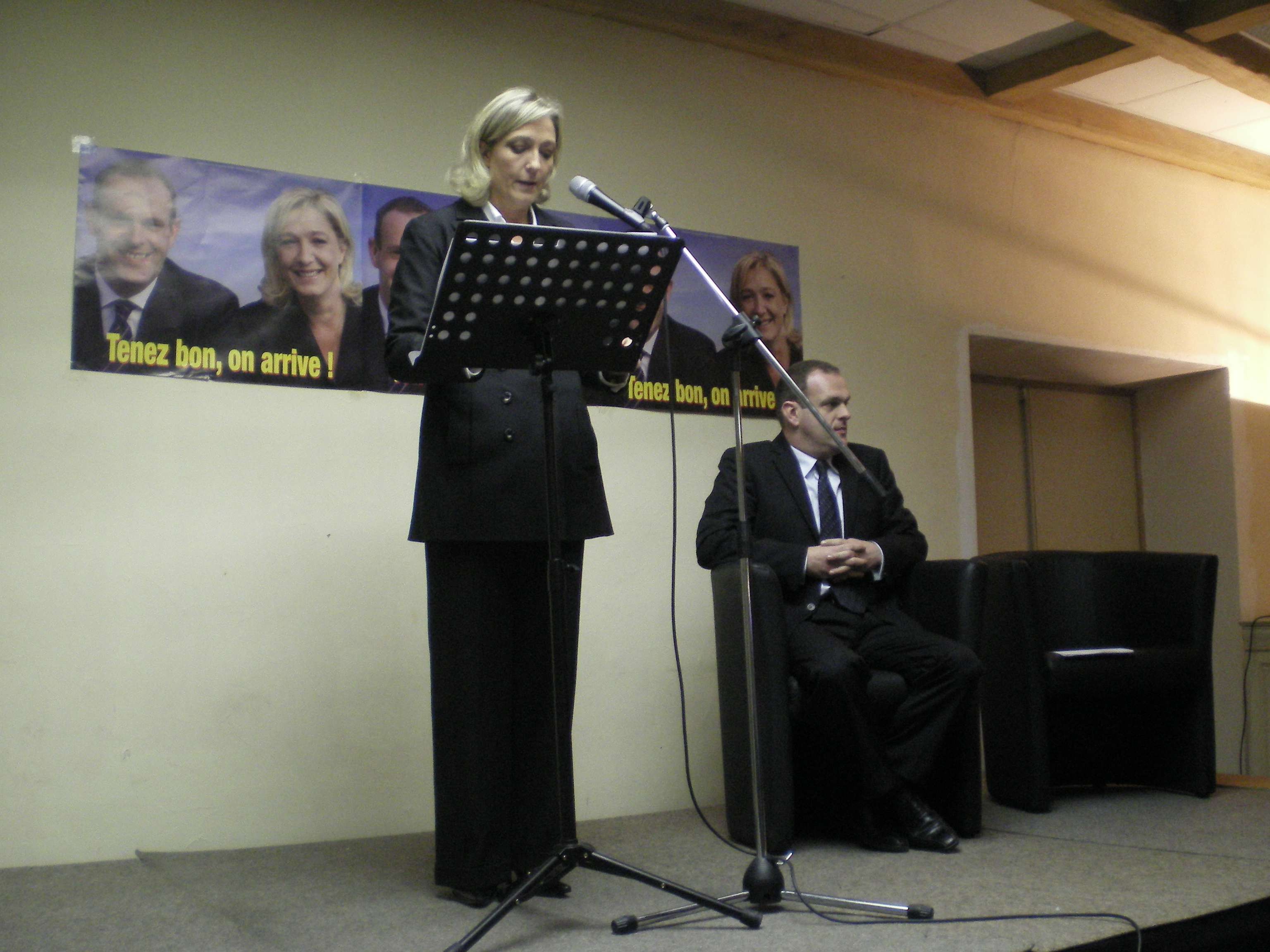
Après s'être opposé à elle en amont de la scission mégrétiste, Philippe Olivier accompagne l'ascension de Marine Le Pen (ici avec Steeve Briois), notamment en la conseillant pour son implantation à Hénin-Beaumont.

Dans le courant des années 2000, Philippe Olivier devient « conseiller de l’ombre » de Marine Le Pen. Il indique avoir repris contact avec elle « vers 2005 » en raison du rapprochement de Pierrette Le Pen avec la famille Le Pen, justifiant son retour par la « modernisation » qu'entreprend la figure montante du FN à l'instar de « celle qu'avait promise Mégret sans l'avoir menée à bien ». Il transmet des notes à Marine Le Pen à partir de 2005 puis est présent à ses côtés à chaque scrutin dans le Nord-Pas-de-Calais à partir des élections législatives de 2007,. Il affirme avoir été « le premier à avoir dit tout haut dès 2005 que Marine Le Pen avait la stature pour aller à la présidentielle ». Il est vu comme un membre de la « jeune garde mégrétiste » dont Marine Le Pen s'entoure lors de son ascension au FN pour pallier le manque de cadres, ce qui suscite des tensions avec ses plus anciens soutiens. Olivier Faye, journaliste au Monde, indique qu'il est « l’un des conseillers les plus influents de Marine Le Pen lors du congrès de Tours » de 2011. En 2010-2011, Emmanuel Leroy et lui sont en concurrence avec Philippe Péninque pour nouer des relations en faveur du FN en Russie.
Entre 2007 et 2010, il publie des analyses sur le site d'extrême droite Altermedia, sous le pseudonyme Olivier Carer, prenant parfois des positions suprémacistes.
Aux élections cantonales de 2011, il est investi par le FN sur le canton de Lézignan-Corbières. Au second tour, il échoue face au sortant Jules Escaré avec 34,52 % des voix. Après ces élections, il prend « un peu de recul » avec Marine Le Pen, considérant que la ligne de « recentrage autour du FN, de l’immigration et de la sécurité » était une mauvaise stratégie et que la figure de Jean-Marie Le Pen nuit au FN,.
En 2012, il est pressenti pour occuper le poste de directeur stratégique de la campagne de Marine Le Pen, mais Florian Philippot est finalement nommé à sa place, notamment en raison des inimitiés que lui vouent Louis Aliot et Jean-Marie Le Pen. Il est alors vu comme un conseiller officieux de sa belle-sœur, ; Abel Mestre et Caroline Monnot le décrivent comme un « rouage discret mais essentiel dans le dispositif mariniste », lui attribuant le rôle de « directeur politique » — aux côtés du « directeur technique » que serait Florian Philippot —, « qui impulse de chez lui, depuis son ordinateur, sans devoir en rendre compte à personne sauf à la candidate, les grandes lignes stratégiques ». Il se félicite alors « de la nouvelle dynamique de campagne, plus ouverte, comme le discours aux enseignants ». Présenté comme le principal artisan du Rassemblement bleu Marine, il se défend cependant d'avoir joué un rôle particulier dans la campagne présidentielle.

### Scrutins locaux avec le soutien de Nicolas Dupont-Aignan (2012-2015)
Il est candidat divers droite aux élections législatives qui suivent dans l'Essonne, dans la neuvième circonscription, avec le soutien de Debout la République, en tandem avec son frère jumeau Jacques et contre notamment la candidate FN Isabelle Cochard, le député sortant Georges Tron et Thierry Mandon,,. Il indique que son « intention n'était pas d'affronter le FN. Présenter une liste me permettait simplement de pouvoir financer des affiches et des tracts contre Georges Tron. C'était une utilisation astucieuse du droit électoral ». Ce dernier le soupçonne d'être à l'origine des accusations de viols qui le visent.
En 2014, il est tête de liste sans étiquette (SE), avec le soutien de Nicolas Dupont-Aignan, à l'élection municipale de Draveil. Il recueille 12,85 % des suffrages, derrière Georges Tron et Jean-Jacques Lejeune, et est élu au conseil municipal — avec sa colistière Marie-Pierre Lescure — ainsi qu'au conseil communautaire de la communauté d'agglomération Val d'Yerres Val de Seine. Il siège dans l'opposition. En septembre-octobre 2016, l'annonce de son ralliement au FN, alors qu'il avait fait campagne en indiquant avoir coupé les ponts avec ce parti, conduit les élus (LR) de la majorité de Draveil à boycotter une séance du conseil municipal en guise de protestation. Il démissionne du conseil municipal en janvier 2017.

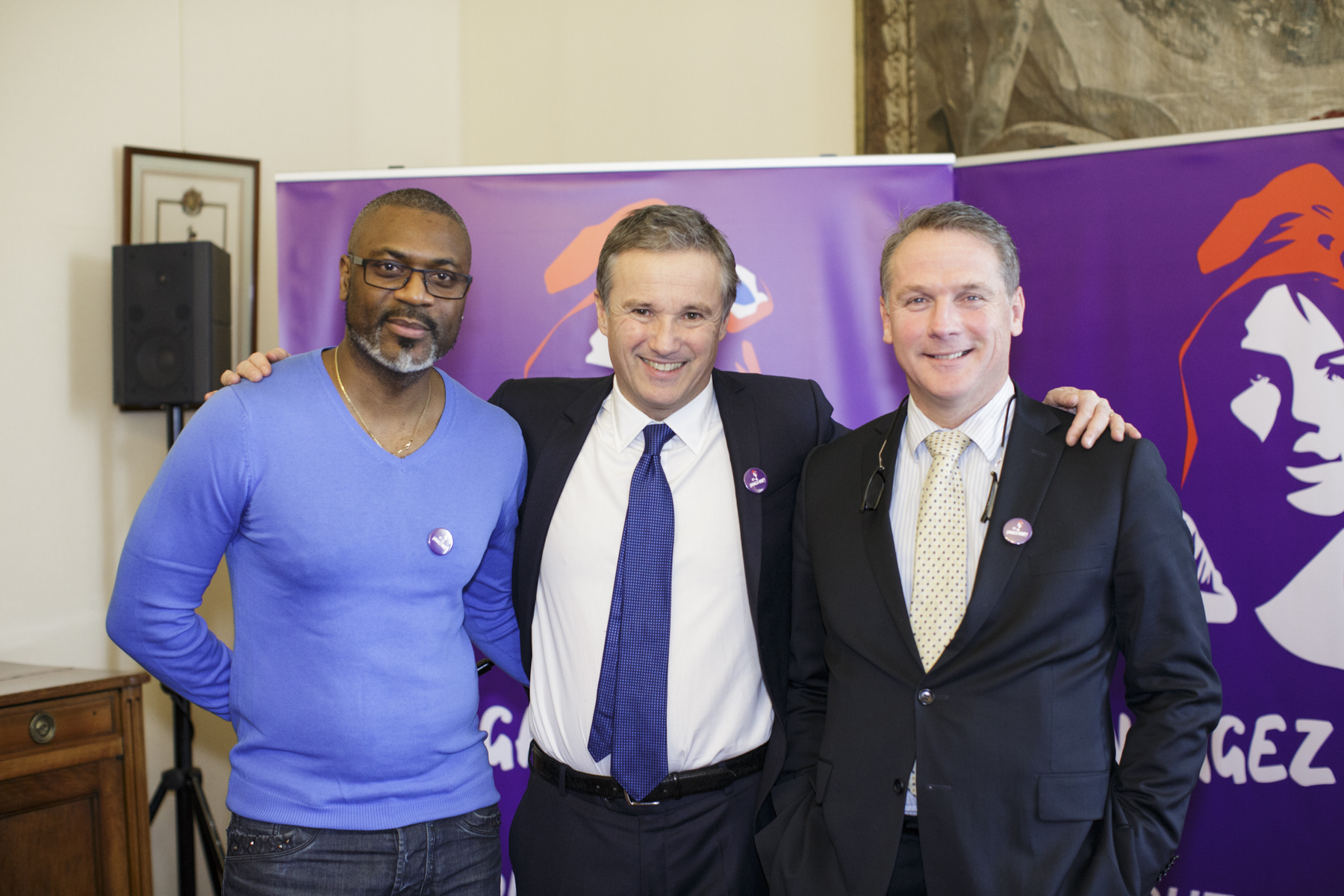
Nicolas Dupont-Aignan accompagné de Philippe Olivier et Eugène-Henri Moré (ex-PCF).

Il se présente lors des élections départementales de 2015 sur le canton de Draveil sous les couleurs de Debout la France (DLF), le mouvement de Nicolas Dupont-Aignan, en binôme avec Anne-Christine Poisson. Ils arrivent en 4e position au premier tour avec 13,69 % des voix, derrière les binômes de l'UMP, de l'union de la gauche et du FN, et sont ainsi éliminés. Philippe Olivier indique cependant ne pas avoir adhéré à Debout la France et avoir jadis refusé le soutien de Nicolas Dupont-Aignan.

### De nouveau conseiller auprès de Marine Le Pen et cadre du FN (depuis 2015)
Il revient auprès de Marine Le Pen pour la conseiller lors de sa campagne régionale de 2015 en Nord-Pas-de-Calais-Picardie,. Il rejoint officiellement le FN en 2016, puis est investi par le FN pour les élections législatives de 2017 dans le Pas-de-Calais. Olivier Faye souligne que ce retour « clôt le chapitre de la scission mégretiste de 1998 » dans son parcours politique et qu'il a été permis par l'exclusion de Jean-Marie Le Pen du parti. À l'automne 2016, il prend la direction de la nouvelle cellule « Idées et Image » du dispositif de campagne présidentielle de Marine Le Pen, en tandem avec Sébastien Chenu ; d'après Marine Le Pen, celle-ci « est complètement libre et peut travailler sur les affiches, les tracts, les meetings et la lumière, les déplacements, tout ». Il est l’une des « plumes » privilégiées de la candidate, avec Florian et Damien Philippot. Il rédige notamment le discours de lancement de campagne à Lyon et « défend une ligne identitaire, privilégiant les thèmes de l'immigration, de l'islamisation et de la culture plutôt que ceux de l'économie, de la sortie de l'euro et du social chers au souverainiste Philippot ». L'Obs relève que « la concurrence entre les deux stratèges, lui et Philippot, va aller crescendo tout au long de la campagne. Cela ne passe pas entre l'énarque et le militant nostalgique du FN vieille école ». Il prépare avec les frères Philippot le débat d'entre-deux-tours face à Emmanuel Macron avec pour objectif de faire perdre son sang-froid à ce dernier, en s'inspirant du psychiatre italien Adriano Segatori pour qui « Macron est un psychopathe qui travaille uniquement pour lui-même ». Ami de longue date de Nicolas Dupont-Aignan, Philippe Olivier contribue à la mise en place de l'alliance entre ce dernier et Marine Le Pen entre les deux tours,,. 
Marine Le Pen tient son seul meeting de la campagne des élections législatives à Calais pour le soutenir. Il est battu dans la septième circonscription du Pas-de-Calais à l'issue du second tour, face à Pierre-Henri Dumont (LR). Il devient toutefois collaborateur parlementaire de José Évrard, de Ludovic Pajot et de Sébastien Chenu, députés élus dans les troisième, dixième et dix-neuvième circonscriptions du même département.
Selon Le Journal du dimanche, une réunion du bureau politique du FN de juillet 2017, destinée à poser les bases de la refondation, scelle la « passation de pouvoir » entre lui et Florian Philippot, de plus en plus contesté au sein du FN, et acte l'abandon de la sortie de l'euro et de l'Union européenne au sein du programme du parti. Il rédige le discours de rentrée de Marine Le Pen à Brachay, dont Florian Philippot était habituellement chargé. Après le départ de ce dernier, il est identifié, avec Nicolas Bay, comme l'une des principales figures montantes du parti, illustrant l'influence croissante de la ligne identitaire et des anciens mégrétistes,. Florian Philippot affirme que Marine Le Pen « a donné les quasi pleins-pouvoirs aux anciens mégrétistes, dont son beau-frère Philippe Olivier, pour défendre un projet qui n’est pas le sien, en tout cas qui n’est pas celui pour lequel [il] étai[t] venu et pour lequel beaucoup d’électeurs sont venus vers elle ».
Il est présenté comme « l'artisan principal du changement de ligne opéré par le Front national », et du XVIe congrès du parti en 2018, lors duquel celui-ci est rebaptisé Rassemblement national,. Il occupe le rôle de « conseiller spécial » de Marine Le Pen, dont Le Figaro estime qu'il s'agit d'« un titre aussi flou que sa place réelle dans l'organigramme ». Il rédige notamment une note à l'intention des cadres du FN qui fixe la stratégie électorale du parti jusqu'en 2022, et travaille sur le volet social du programme de Marine Le Pen en vue de l'élection présidentielle de 2022. Il demeure néanmoins discret dans les médias, se distinguant par là de Florian Philippot,.
Le 11 mars 2018, il intègre le bureau national ainsi que le conseil national du FN, en tant que membre coopté par la présidente. Depuis mai 2018, il est l'un des trois seuls membres du cabinet de Marine Le Pen, jusqu'alors composé d'une dizaine de personnes.
Il fait partie de l'équipe resserrée de Marine Le Pen pour la campagne présidentielle de 2022, aux côtés de nouveaux venus. Libération indique qu'il est « le grand artisan » de la « campagne de second tour » menée en vue du premier tour par Marine Le Pen, « recentrée et volontiers plus rassembleuse ». Il écrit les discours de Marine Le Pen ainsi que ceux de Jordan Bardella à la présidence du RN — dans lesquels il instille « sa vision identitaire influencée par les travaux du GRECE » selon l'universitaire Périne Schir —, et dirige la campagne des élections législatives,. Il est souvent cité comme l’un des mentors de Jordan Bardella, dont il a été le beau-père.

### Député européen (depuis 2019)
Figurant en 17e position sur la liste du Rassemblement national — nouvelle dénomination du FN, adoptée le 1er juin 2018 — pour les élections européennes de 2019, il est élu député européen le 26 mai 2019. RFI estime qu'avec ce nouveau mandat, il passe « de l'ombre à la lumière ». Selon L'Opinion, son assistant parlementaire Damien Rieu, ancien porte-parole de Génération identitaire, a pour mission de « faire buzzer », à savoir produire « un maximum de bruit sur le travail de la délégation RN au Parlement européen ».
Il est directeur de publication du magazine mensuel du groupe Identité et démocratie, Vu d’Europe.
En avril 2023, il fonde, avec le député Roger Chudeau, l'Association des parlementaires contre le wokisme.
En 2024, il est de nouveau candidat aux élections européennes, en neuvième position sur la liste de Jordan Bardella, et est réélu.

## Position et rôle au sein du FN/RN

### Ligne idéologique
Abel Mestre et Caroline Monnot précisent que « s'il n'est pas convaincu par la stratégie de dédiabolisation [du FN], il est attaché à la « professionnalisation du parti » sur une base idéologique identitaire et droitière assumée ». Marianne lui attribue une ligne « identitaire et nationaliste ». Lui-même se présente comme « républicain, national et social ». Il estime que les questions identitaires et l’immigration sont des sujets qui priment sur l'économie,.
Commentant certains de ses propos tenus sous pseudonyme en 2009, France Info indique qu'il « semble adhérer aux thèses suprémacistes ». S'il indique ne pas adhérer à la théorie du grand remplacement et récuse la thèse d'un « grand complot mondial », il évoque un « grand chambardement ».
Après les élections régionales de 2015, il fait partie des personnalités du FN qui réclament une réflexion sur la sortie de la zone euro, qui figure au programme du FN. Libération indique en 2017 qu'il « se déclare, en privé, favorable à l’euro ».

### Évolution du parti
Il défend la « délepenisation » du FN et la nécessité d’aller chercher « à droite » de nouveaux électeurs pour le FN. Il est également « un farouche partisan du changement de nom » du parti, qui intervient en 2018 alors qu'il est redevenu un cadre influent,. Au sein du FN, il soutient Marion Maréchal — qu'il connaît depuis son plus jeune âge — dans sa concurrence avec Florian Philippot. Libération souligne que si Philippe Olivier et Florian Philippot partagent une « détestation de Jean-Marie Le Pen et du « vieux Front national » et « souhaitent la fondation d’un grand rassemblement « patriote » à vocation majoritaire », ils « divergent sur son identité. Philippot rêve d’un mouvement « ni de droite ni de gauche » dont la première mission serait de combattre Bruxelles ; Philippe Olivier veut un parti « de droite bonapartiste », identitaire d’abord et plus libéral en matière économique ».
Valérie Igounet indique : « Dans l’histoire du Front national, les « frères Olivier » figurent parmi ces hommes de l’ombre, les bâtisseurs du parti. Ils ont été des piliers de l’équipe mégrétiste, au centre de la « dédiabolisation » et de la professionnalisation du Front national. Ils parlent des années 1990 comme d'une « grande aventure humaine ». Ils sont là, aussi, dans les années 2010. Ils observent, avec intérêt, la stratégie de Marine Le Pen qui, pensent-ils, doit se présenter sous une « étiquette aseptisée ». Ce sont eux les concepteurs de la vague bleue marine et du RBM ». Interrogé en 2018 sur la scission mégretiste, il déclare : « Marine est en train de faire la révolution dont on rêvait en 1998 : la dédiabolisation, la refondation, le changement de nom. On le fait avec autant d'enthousiasme parce que justement on a échoué il y a vingt ans ».

### Relations en dehors du parti
Selon L'Obs, il entretient « des relations cordiales avec tout ce que la droite compte d'alliés potentiels pour le FN : de Nicolas Dupont-Aignan aux Identitaires, en passant par Philippe de Villiers ou Paul-Marie Coûteaux, autre chantre de l'union des droites, très actif auprès de François Fillon lors de la dernière campagne présidentielle ». En novembre 2010, il propose à Fabrice Robert, leader du Bloc identitaire, de rejoindre le FN, en vain. En 2017, c’est par son entremise que Philippe Vardon, issu du Bloc identitaire, intègre la cellule idées-images de la campagne présidentielle de Marine Le Pen. Selon Dominique Albertini et Tristan Berteloot, journalistes à Libération, il est en 2019 encore proche de Jean-Yves Le Gallou. Libération souligne son choix de l'identitaire Damien Rieu comme assistant parlementaire au Parlement européen ainsi que son hommage à Gilles Soulas, « discrète figure de l’extrême droite la plus brune, éditeur de libelles négationnistes et de Guillaume Faye, figure de la Nouvelle Droite ».

### Positionnement pro-russe
Il se rend en Crimée annexée en juillet 2020 et affirme qu'elle n'est pas « occupée », déclarant notamment : « Il y a eu un referendum [à propos de l'annexion] et le referendum a été pour le rattachement ». Il y est invité en tant qu'observateur du référendum constitutionnel de 2020, autorisant Vladimir Poutine à se maintenir à la présidence pour deux mandats supplémentaires ; referendum renforçant les pouvoirs du Conseil d'Etat russe, autorisant le Conseil constitutionnel a effectuer un contrôle a priori sur les lois fédérales et érigeant en priorité nationale, la prise en charge des enfants par l'Etat.
En octobre 2022, des documents révélés par Complément d'enquête font état de la participation de Philippe Olivier à AltIntern, un projet confidentiel mené par l'oligarque russe Konstantin Malofeïev, qu'il a rencontré en 2018 et qui milite pour une Europe nationaliste et chrétienne. Philippe Olivier répond en indiquant ne pas être informé du rôle politique que voudrait lui faire jouer Konstantin Malofeïev. Il ajoute, durant sont audition sous serment, menée par la commission d'enquête de l'Assemblée Nationale, que sa seule relation avec Konstantin Malofeïev, se limitait à leur brève rencontre en 2018, durant la coupe du Monde de football, en Russie.   

## Ouvrages
- Avec Jean-Yves Le Gallou, Immigration : le Front national fait le point, Paris, Éditions nationales, 1992, 102 p. (ISBN 2-909178-05-6).